# 1991

## Събития
- 15 март – де юре влиза в сила Договорът „Две плюс четири“, узаконяващ обединението на Германия.
- 26 май – Самолетът при полет 004 на „Лауда Еър“ се разпада във въздуха и се разбива в националния парк Фу Тай в Тайланд и убива всички 223 души на борда.
- 11 юли – Самолетът при полет 2120 на „Найджерия Еъруейс“ се запалва при излитане и при опит да се върне на пистата се разбива и избухва. Умират всички 261 пътници и екипаж на борда.
- 12 юли – Седмото велико народно събрание приема Конституцията на Република България.
- 10 август – По време на обновителни дейности се срутва най-високата конструкция в света – мачтата на Варшавското радио. Тя е висока 2120 фута (646,176 метра). Загиват трима души, а 12 са ранени.
- 16 август – Самолетът при полет 257 на „Индиан Еърлайнс“ се разбива по време на приближаване до общинско летище „Имфал“, Имфал, Манипур, Индия и убива всички 69 души на борда.
- 24 август – Разпадане на Съветския съюз: Украйна обявява независимост от Съветския съюз.
- 2 септември – Съединените щати признават независимостта на Естония, Литва и Латвия.
- 6 септември
  - Съветският съюз признава независимостта на Балтийските държави.
  - Възстановено е името Санкт Петербург на втория по големина град в Русия, който е бил преименуван на Ленинград през 1924.
- 21 септември – Разпадане на Съветския съюз: Армения обявява независимост от Съветския съюз.
- 13 октомври – на парламентарните избори в България Съюзът на демократичните сили побеждава Българската социалистическа партия, победа след която в Източна Европа вече не остават комунистически правителства.
- 13 октомври – местни избори в България
- 14 октомври – Аун Сан Су Чи, политик от опозицията в Бирма, печели нобеловата награда за мир.
- 6 ноември – КГБ официално престава да работи.
- 17 ноември – Събранието на Република Македония гласува първата конституция на суверенна и независима Република Македония.
- 18 ноември – сили на Югославската народна армия превземат хърватския град Вуковар след 87-дневна блокада и убиват повече от 260 хърватски военнопленници.[1]
- 12 декември – Столицата на Нигерия е преместена от Лагос в Абуджа.
- 16 декември – Провъзгласена е независимостта на Казахстан.
- 25 декември
  - Разпадане на Съветския съюз: Михаил Горбачов подава оставка като президент на Съюза на съветските социалистически републики, от който повечето републики вече са се отделили, в очакване на разпадането на държавата със 74-годишна история.
  - Руската СФСР официално се преименува на Руска федерация.
- 26 декември – Студената война приключва след 44 – 46 години, когато Върховния съвет официално признава разпадането на Съветския съюз.

## Родени
- 2 януари – Давиде Сантон, италиански футболист
- 7 януари – Еден Азар, белгийски футболист
- 12 януари – Пикси Лот, английска певица
- 9 февруари – София Маринкова, българска актриса
- 10 февруари – Ема Робъртс, американска актриса
- 17 февруари
  - Бурак Дениз, турски актьор и модел
  - Ед Шийрън, британски музикант, певец и текстописец
- 18 февруари – Малез Джоу, американска актриса и певица
- 21 февруари – Джулиана Гани, български модел и инфлуенсър
- 22 февруари – Робин Шернберг, шведски певец
- 26 февруари – Си Ел, южнокорейска певица и член на 2NE1
- 12 март – Галин, български попфолк певец
- 4 април – Джейми Лин Спиърс, американска актриса
- 14 април – Мелиса Аслъ Памук, турска актриса и модел
- 15 май – Михаела Филева, българска поп певица
- 16 май – Григор Димитров, български тенисист
- 23 май – Лена Майер-Ландрут, германска певица
- 30 май – Толга Саръташ, турски актьор
- 31 май – Азалия Банкс, американска рапърка
- 18 юни – Уила Холанд, американска актриса и модел
- 21 юни – Гаел Какута, френски футболист
- 29 юни – Йонислав Йотов – Тото, български рап певец
- 1 юли – Серенай Саръкая, турска актриса и модел
- 9 юли – Мичъл Мусо, американски актьор и певец
- 12 юли – Ерик Пер Съливан, американски актьор
- 20 юли – Илина Мутафчиева, български политик
- 1 август – Ани Хоанг, българска попфолк певица
- 28 август – Андреа Пежич, австралийска транссексуална манекенка и актриса
- 6 септември – Сотир Мелев, български актьор[2]
- 26 септември – Берк Атан, турски актьор и модел
- 27 септември – Симона Халеп, румънска тенисистка
- 30 септември – Цветелина Грахич, българска попфолк и поп певица от босненски произход
- 20 октомври – Георг Георгиев, български политик
- 25 октомври – Лорина Камбурова, българска актриса и певица († 2021 г.)
- 8 ноември – Райкър Линч, американски певец и актьор
- 15 ноември – Шейлийн Удли, американска актриса
- 19 ноември – Августина-Калина Петкова, българска актриса
- 30 ноември – Пламен Илиев, български футболист
- 2 декември – Чарли Пут, американски певец, автор на песни и музикален продуцент
- 19 декември – Кейнън Лонсдейл, австралийски актьор
- 24 декември – Луи Томлинсън, британски поп певец

## Починали
- Атанас Попов, български политик (* 1904 г.)
- Васил Ивановски, комунистически македонистки деец (* 1906 г.)
- Иван Николов, български поет (* 1937 г.)
- Цвятко Димчевски, български художник (* 1909 г.)

Януари
- 3 януари – Светомир Иванчев, български преводач (* 1920 г.)
- 5 януари – Васко Попа, югославски поет (* 1922 г.)
- 8 януари – Стив Кларк, британски рок музикант (* 1960 г.)
- 11 януари – Карл Дейвид Андерсън, американски физик, носител на Нобелова награда (* 1905 г.)
- 17 януари – Олаф V, крал на Норвегия (* 1903 г.)
- 23 януари – Нортръп Фрай, канадски литературен критик и теоретик (* 1912 г.)
- 30 януари – Джон Бардийн, американски физик, носител на две Нобелови награди (* 1908 г.)

Февруари
- 11 февруари – Веселин Андреев, български поет (* 1918 г.)
- 21 февруари – Нутан Бел, индийска актриса (* 1936 г.)

Март
- 12 март – Рагнар Гранит, шведски физиолог, носител на Нобелова награда (* 1900 г.)
- 19 март – Васил Арнаудов, български хоров диригент и музикален педагог (* 1933 г.)
- 23 март – Елисавета Багряна, българска поетеса (* 1893 г.)

Април
- Петър Панайотов, деец на БКП (* 1906 г.)
- 1 април – Марта Греъм, американска танцьорка, хореограф и танцов педагог(* 1894 г.)
- 3 април – Греъм Грийн, английски писател (* 1904 г.)
- 4 април – Макс Фриш, швейцарски писател (* 1911 г.)
- 5 април – Менли Картър, американски астронавт (* 1947 г.)
- 8 април – Дед, шведски музикант (* 1969 г.)
- 11 април – Иван Мартинов, български писател (* 1912 г.)
- 14 април – Илия Джаджев, поет от Социалистическа Република Македония (* 1926 г.)
- 16 април – Дейвид Лийн, британски филмов режисьор (* 1908 г.)
- 20 април – Юмжагийн Цеденбал, монголски функционер (* 1916 г.)
- 21 април – Николай Люцканов, български режисьор (* 1927 г.)

Май
- 14 май
  - Дзян Цин, съпруга на Мао Дзъдун (* 1914 г.)
  - Младен Исаев, български поет (* 1907 г.)
- 21 май – Раджив Ганди, индийски политик (* 1944 г.)
- 24 май – Тодор Шошев, български общественик (* 1918 г.)

Юни
- 1 юни – Дейвид Ръфин, американски певец (* 1941 г.)
- 3 юни – Лъчезар Стоянов, български актьор (* 1938 г.)
- 6 юни – Стан Гец, американски джаз саксофонист (* 1927 г.)
- 9 юни – Клаудио Арау, чилийски пианист (* 1903 г.)
- 10 юни – Веркор, френски писател и художник (* 1902 г.)
- 19 юни – Джийн Артър, американска актриса (* 1900 г.)

Юли
- 6 юли – Антон Югов, български политик (* 1904 г.)
- 14 юли – Павел Морозенко, съветски актьор (* 1939 г.)
- 22 юли – Кирил Несторов, български финансист (* 1912 г.)
- 24 юли – Исаак Башевис Сингер, полско-американския писател, носител на Нобелова награда (* 1902 г.)
- 26 юли – Лоренц Мак, австрийски писател (* 1917 г.)

Август
- 4 август
  - Евгений Драгунов, руски оръжеен конструктор (* 1920 г.)
  - Емил Чакъров, български диригент (* 1948 г.)
- 8 август
  - Валтер Цеман, австрийски футболист (* 1927 г.)
  - Джеймс Ъруин, американски астронавт (* 1930 г.)
- 15 август
  - Надежда Винарова, българска балерина (* 1903 г.)
  - Богомил Симеонов, български актьор (* 1922 г.)
- 21 август – Волфганг Хилдесхаймер, германски писател (* 1916 г.)
- 24 август – Сергей Ахромеев, съветски маршал (* 1923 г.)

Септември
- 2 септември
  - Евгени Филипов, българо-германски електроинженер (* 1917 г.)
  - Алфонсо Гарсия Роблес, мексикански политик, носител на Нобелова награда (* 1911 г.)
  - Кирил Кръстев, български изкуствовед (* 1904 г.)
- 3 септември – Франк Капра, американски кинорежисьор (* 1897 г.)
- 10 септември – Джак Крофърд, австралийски тенисист (* 1908 г.)
- 11 септември – Димитър Байлов, български агроном-агробиолог (* 1900 г.)
- 15 септември – Сулхан Цинцадзе, грузински композитор (* 1925 г.)
- 24 септември – Доктор Сюс, американски писател (* 1904 г.)
- 25 септември – Клаус Барби, офицер от Гестапо (* 1913 г.)
- 28 септември – Майлс Дейвис, джаз музикант (* 1926 г.)

Октомври
- 12 октомври – Аркадий Стругацки, руски писател (* 1925 г.)
- 24 октомври – Джийн Родънбери, американски телевизионен продуцент (* 1921 г.)

Ноември
- 5 ноември
  - Робърт Максуел, британски медиен магнат (* 1923 г.)
  - Фред Макмъри, американски актьор (* 1908 г.)
- 9 ноември – Ив Монтан, френски актьор и певец (* 1921 г.)
- 10 ноември – Гунар Грен, шведски футболист (* 1920 г.)
- 11 ноември – Коста Странджев, български писател (* 1929 г.)
- 18 ноември – Густав Хусак, чехословашки политик (* 1913 г.)
- 23 ноември – Клаус Кински, германски актьор (* 1926 г.)
- 24 ноември
  - Фреди Меркюри, британски рок-музикант (* 1946 г.)
  - Ерик Кар, американски барабанист (* 1950 г.)

Декември
- 1 декември – Джордж Стиглър, американски икономист, носител на Нобелова награда (* 1911 г.)
- 6 декември – Ричард Стоун, британски икономист, носител на Нобелова награда (* 1913 г.)
- 11 декември – Артур Лундквист, шведски писател (* 1906 г.)
- 15 декември – Василий Зайцев, съветски снайперист (* 1915 г.)
- 17 декември – Нено Дончев, български аграрен учен (* 1929 г.)
- 18 декември – Джордж Абакасис, британски автомобилен състезател (* 1913 г.)
- 21 декември – Симеон Симеонов, български зоолог (* 1935 г.)
- 22 декември – Стефан Кънев, български композитор и педагог (* 1930 г.)

## Нобелови награди
- Физика – Пиер Жил дьо Жен
- Химия – Рихард Ернст
- Физиология или медицина – Ервин Неер, Берт Закман
- Литература – Надин Гордимър
- Мир – Аун Сан Су Чи
- Икономика – Роналд Коуз